# Valle di Stabio
La Valle di Stabio è una valle alpina del gruppo dell'Adamello, tributaria laterale della Val Camonica.
Il suo imbocco è a circa 1352 m s.l.m., dal Pian d'Astrio, sopra Prestine, mentre la sua testata è data dal Monte Stabio (2536 m s.l.m.
Appartiene al Comune di Niardo, utilizzata per l'alpeggio estivo di bovini da latte.